# Pheidologeton silenus
Pheidologeton silenus är en myrart som först beskrevs av Smith 1858.  Pheidologeton silenus ingår i släktet Pheidologeton och familjen myror. Inga underarter finns listade i Catalogue of Life.